# Elpidio Herrera
Elpidio Rafael Herrera (Villa Atamisqui, 23 de diciembre de 1947-30 de mayo de 2019) fue un folclorista, músico, compositor y luthier argentino, difusor de la música sachera y creador de la sachaguitarra.
Criado en un ambiente de músicos, de niño comenzó a tocar la armónica y la guitarra. Su padre era guitarrero y orfebre, y de él aprendió el oficio de trabajar la madera. Cursó sus estudios secundarios en una escuela técnica. Con la idea de hacer música que representara a su pueblo en 1970 creó la sachaguitarra.

## Trayectoria
Formó parte del grupo folclórico «Los Coyuyos Atamishqueños», junto a Luis Alberto “Pishquín” Rodríguez, Ramón “Piri” Leguizamón y su hermano Bebe Herrera. También integraba el grupo «Las Sachaguitarras Atamishqueñas» con Germán Edgar “Chito” Díaz. Luego tuvo un período como solista hasta que organizó el conjunto «Elpidio Herrera y Las Sachaguitarras Atamishqueñas», originalmente con Pascual Chávez, Fredy Cisneros y Piri Leguizamón. Luego el grupo quedó conformado por Elpidio y Manolo Herrera en voz y sachaguitarra, Piri Leguizamón en voz y bombo, y Carlos Baigorrí en guitarra. Con este grupo se han presentado en Alemania en 1992, 2000 y 2002.
Durante varios años interpretó su música junto a don Sixto Palavecino. Participó en los álbumes De Ushuaia a La Quiaca y Semillas del corazón, ambos de León Gieco.
También tocó junto a grupos de rock, con Divididos se presentó en la decimotercera edición del «Encuentro por la Memoria del Pueblo» en Gramilla, Santiago del Estero. 
En julio de 2007 se inauguró en Villa Atamisqui el Museo de las Sachaguitarras con todos los instrumentos que creó el músico.
En 2012 se realizó por primera vez en Moreno, Buenos Aires, el «Festival de la Sachaguitarra Atamisqueña» en honor al creador del instrumento.

## Documentales
Fue junto a Sixto y Rubén Palavecino autor de la musicalización de La savia del algarrobo (2000), de Daniel Rojas; fue protagonista en Sachaguitarra, el sonido del monte, de Lorena Josami, en 7 Salamancas (2013), documental de Marcos Pastor, y en Aire de chacarera (2012), de Nicolás Tacconi.

## La sachaguitarra
Elpidio primero construyó la caspiguitarra, como lo hacían los antiguos campesinos, que ataban cuerdas a tablas para sacarles sonido de guitarra. La caspiguitarra consiste en una madera plana con un mástil con trastes, similar al de una guitarra, pero sin caja de resonancia, y cuatro cuerdas. Luego derivó en la sachaguitarra al agregarle caja de resonancia y hacerle otras modificaciones. La sachaguitarra se fabrica con una calabaza grande, un clavijero, cuatro cuerdas metálicas y una adicional más grave. Este instrumento se toca con un pequeño arco similar al de un violín que se introduce en unos orificios hechos en la caja de resonancia muy cerca del puente, obteniendo una combinación de sonidos de mandolina, charango, guitarra, sikus y violín. Con Manolo Herrera, su hijo, hizo otra versión: la sachaguitarra X10, que consta de dos cuerdas primas, una muy grave y la otra muy aguda, y un arco de doble cerda. Sixto Palavecino fue el que sugirió el nombre sachaguitarra.

## Discografía
Álbumes de Elpidio Herrera y Las Sachaguitarras Atamishqueñas.
- El sonido del monte (1993). Con participación de León Gieco.
- Por nuestra patria.
- Allá vamos.
- Santiago, guitarra y copla.
- Infancia del monte (2003).
- Las sachaguitarras atamishqueñas.
- El sonido del monte.
- Encuentro (2006).
- A buen entendedor (2009).
- Con acento provinciano (2011). Con participación de León Gieco y Litto Nebbia.
- Alero Quichua Santiagueño. Volumen 5. Con Los Coyuyos Atamishqueños.

Canciones.
- Chacarera del encuentro, con Sixto Palavecino.
- La filosófica.
- La tentación.[16]
- Igual que pájaro herido, con Juan Carlos Carabajal.
- Lágrimas atamishqueñas.